# Le Dorat (tổng)
Tổng Dorat là một tổng của Pháp tọa lạc tại tỉnh Haute-Vienne trong vùng Nouvelle-Aquitaine của Pháp.

## Địa lý
Tổng này được tổ chức xung quanhcủa Dorat trong quận Bellac. Độ cao khu vực này là 123 m (Thiat) đến 282 m (Azat-le-Ris) độ cao trung bình trên mực nước biển là 213 m.

## Hành chính
| Giai đoạn | Ủy viên       | Đảng | Tư cách |
| --------- | ------------- | ---- | ------- |
| 2001-2008 | Yvonne Jardel | DVD  |         |
| 2008-2014 | Yvonne Jardel | DVD  |         |

## Phân chia đơn vị hành chính
Le canton của Dorat được chia thành 12 xã và khoảng 4 686 người (điều tra dân số năm 1999 không tính trùng dân số).
| Xã                      | Dân số | Mã bưu chính | Mã insee |
| ----------------------- | ------ | ------------ | -------- |
| Azat-le-Ris             | 294    | 87360        | 87006    |
| La Bazeuge              | 163    | 87210        | 87008    |
| La Croix-sur-Gartempe   | 186    | 87210        | 87052    |
| Darnac                  | 403    | 87320        | 87055    |
| Dinsac                  | 282    | 87210        | 87056    |
| Le Dorat                | 1 963  | 87210        | 87059    |
| Oradour-Saint-Genest    | 392    | 87210        | 87109    |
| Saint-Ouen-sur-Gartempe | 217    | 87300        | 87172    |
| Saint-Sornin-la-Marche  | 239    | 87210        | 87179    |
| Tersannes               | 161    | 87360        | 87195    |
| Thiat                   | 213    | 87320        | 87196    |
| Verneuil-Moustiers      | 173    | 87360        | 87200    |

## Thông tin nhân khẩu
| 1962                                                     | 1968  | 1975  | 1982  | 1990  | 1999  |
| -------------------------------------------------------- | ----- | ----- | ----- | ----- | ----- |
| 6 362                                                    | 6 762 | 6 232 | 5 685 | 5 280 | 4 686 |
| Nombre retenu à partir de 1962 : dân số không tính trùng |       |       |       |       |       |